# Angelika Hesse
Angelika Hesse (* 6. November 1955; † 16. Juni 2023 in Dessau) war eine deutsche Geologin und Paläornithologin.

## Leben
Hesse absolvierte ein Studium der Geologie und Paläontologe am Forschungsinstitut Senckenberg in Frankfurt am Main, das sie 1990 mit der Dissertation Die Beschreibung der Messelornithidae (Aves: Gruiformes: Rhynocheti) aus dem Alttertiär Europas und Nordamerikas mit 17 Tabellen über die Messelrallen der eozänen Fossillagerstätte Grube Messel bei Darmstadt in Südhessen unter der Leitung von Dieter Stefan Peters abschloss. Bereits 1988 stellte sie die Familie Messelornithidae mit der Gattung Messelornis und der Typusart Messelornis cristata auf. Im selben Jahr stellte sie ihre Forschungen über die Messelrallen auf der Tagung der Society of Avian Paleontology and Evolution (SAPE) in Los Angeles vor. 
Nach einigen weiteren Veröffentlichungen im Bereich der Paläornithologie erhielt Hesse im Juni 1992 eine Stelle als Kuratorin und Leiterin der geowissenschaftlichen Abteilung im Museum für Naturkunde und Vorgeschichte in Dessau.
Auf der SAPE-Tagung 1992 in Frankfurt am Main referierte sie über die fossile Avifauna des Steinheimer Beckens in Baden-Württemberg. Im selben Jahr beschrieb sie mit Messelornis nearctica aus der Green-River-Formation des mittleren Eozäns in Wyoming eine Art der Messelrallen, die außerhalb Europas vorkam. 
30 Jahre widmete sich Hesse der geowissenschaftlichen Sammlung, den Sonderausstellungen, der Organisation von Exkursionen, Vortragsreihen und Tauschbörsen von Fossilien und Mineralien für paläontologisch und geologisch Interessierte. Nach ihrer Pensionierung im Juli 2021 engagierte sie sich weiter intensiv für die Geowissenschaften und deren Wissensvermittlung.
Am 16. Juni 2023 starb Angelika Hesse im Alter von 67 Jahren in Dessau.

## Dedikationsnamen
1995 benannte Cécile Mourer-Chauviré die Vogelart Itardiornis hessae aus der Familie der Messelrallen zu Ehren von Angelika Hesse.